# 조동진 (시인)
조동진(趙東振, 1917년~1938년)은 스물한살에 요절한 시인으로 조지훈의 친형으로 아호는 세림(世林)이다.  세림이 남긴 작품이 많지 않은데다 동생  지훈이 워낙 우뚝한 시단의 거목이라 그 그림자에 가려  세림을 아는 이는 적다. 그는 열여섯 무렵 고향 경북 영양에서 소년회를 조직하여 문화운동을 전개하였다. 당시 세림은 사회주의 문학운동 흐름에  동조하는 프로시 경향의 동시를 쓰고, 민족의식을 고취하는 연극도 제작 공연하였으며, <꽃탑>이라는 문예지 발간을 주도했다.  1937년 세림은 아우 지훈과 함께 상경하여 오일도 시인의 시원사에서 편집일을 도우며 지냈는데  그무렵 강노향 같은 현실주의 문인과 교류하며  작품도 발표했다. 당시 영양 출신의 현실주의 시인 이병각, 이병철도 서울에서 활동하고 있어 교류했을 가능성이 높다.
조지훈이 관조적 사유에  예술파적 경향이 강한 전틍주의자였다면 조세림은 실천적인 청년운동가이자 사회비판적 시인이었다. 그 때문에 자주 경찰에 불려 다니며 취조를 당해야 했다. 사실주의적 경향을 담은 작품들은 일제의 거듭된 핍박을 피하기 위해 대부분 불태워졌다고 하는데, 유고집 <세림시집>에 수록된 작품을 보아도 그의 시적 경향을 충분히 짐작할 수 있다.『조선문학,1937년 5월호에 발표된 그의 시 <고향>은 기아와 아사로 내몰린 식민지 조선 민중의 절망적인 생활상을 생생하게 묘사하고 있다.
조지훈은 형 세림의 영향으로 시 습작을 시작했고 사회주의 문학운동인 프로문학에도 한때 관심을 가졌던 것으로 보이나 곧  현실주의와는 대비되는 길로 걸어갔다. 지훈을 문학의 길로 이끌었던 형 세림이 갑작스레 요절하지 않았더라면 조지훈의 삶과 문학도 다른 선택이 기다리고 있었을지 모른다.
ㅡ조세림시비는 경북 영양군 일월면 주실마을 입구의     숲속에 있다. 조지훈의 문학비가 길 건너편  숲 속에 있어 두 형제의 문학비가 마주보고 있는 셈이다.

고향
ㅡ조세림
불미골 골안에 뻐꾸기 애타게 울어
앞개울에 버들가지 무료한 하로해도 깊었다.
허기진 어린애들 양지쪽에 누어 하늘만 보거니
휘늘어진 버들가지 물오름도 부질없어라
땅에 붙은 보리싹 자라기도 전 단지 밑 긁는 살림살이
풀뿌리 나무껍질을 젖줄삼아 부황난 얼굴들이여
옆집 복순이는 칠백냥에 몸을 팔아 분 넘친 자동차를 타더니
아랫마을 장손네는 머나먼 북쪽길 서글픈 쪽백이를 차고
어제는 수동할머니 굶어죽은 송장이 사람을 울리드니
오늘은 마름집 고깐에 도적이 들었다는 소문이 돈다